# 許采蓁
許采蓁（1985年6月3日—），中華民國政治人物，中國國民黨籍，現任高雄市苓雅、新興、前金區市議員。

## 個人經歷
許采蓁曾任高雄市議會國民黨團副召集人、幹事長。為前高雄市議會議長許崑源之女，因父親過世而投入2022年高雄市議員，順利當選。

## 外部連結
- 許采蓁的Facebook專頁
- 高雄市議會-本屆議員-許采蓁 （页面存档备份，存于）